# Condado de Barcelos
Conde de Barcelos foi um título nobiliárquico português criado, em tipo vitalício, por D. Dinis I, Rei de Portugal, por Carta de 8 de maio de 1298 a favor de João Afonso Teles de Meneses, 4º Senhor de Albuquerque.
O título tinha apenas uma função administrativa e não era ainda uma dignidade hereditária de Jure e Herdade. Até 1385, ou seja no período de 87 anos, dos seis primeiros condes apenas quatro pertenceram à família dos Teles de Meneses. A família de origem galega teve durante este período da Idade Média Portuguesa grande influencia político-social no reino, inclusive uma Rainha no trono e na Regência de Portugal, Leonor Teles.
Ainda durante os primórdios do Condado de Barcelos, um dos mais célebres representantes da casa condal foi o filho bastardo do Rei D. Dinis I, D. Pedro Afonso, trovador célebre e que foi o terceiro conde do título, tornando-se numa das principais figuras do seu tempo, famoso pelo seu Nobiliário. 
A morte de João Afonso Telo, irmão de Leonor Teles, e a derrota da causa castelhana na crise de 1383-1385, findou o legado dos Teles de Meneses na região e no Reino. O título passou para o Condestável de Portugal, D. Nuno Álvares Pereira, que tornou-se num dos homens mais ricos de todo o Portugal Alto Medieval. Alguns anos volvidos, doou-o ao genro, D. Afonso, filho bastardo do rei D. João I de Portugal. 
Desde então o título tem estado associado ao Ducado de Bragança, sobretudo ao herdeiro da Casa Ducal Bragantina.

## Condes não hereditários (1298-1449)

### Casa dos Teles de Meneses(1298-1304)
| Nome                                | Retrato  | Nascimento                                                                | Início Reinado | Fim Reinado | Casamento (s)                              | Morte                                                                               | Notas |
| ----------------------------------- | -------- | ------------------------------------------------------------------------- | -------------- | ----------- | ------------------------------------------ | ----------------------------------------------------------------------------------- | --- |
| João I João Afonso Teles de Meneses | Sin foto | 12??, Filho de Rodrigo Anes Teles de Meneses e Teresa Martins de Soverosa | 1298           | 1304        | Teresa Sanches de Castela 12?? duas filhas | maio de 1304 Sepultado no Mosteiro de Santa Maria de Pombeiro, Felgueiras, Portugal | Genro de Sancho IV de Castela, do casamento com a filha ilegítima Teresa Sanches. Pelos feitos diplomáticos no Tratado de Alcanizes em 1297, foi feito Conde Barcelos pelo Rei D. Dinis I de Portugal. Foi o primeiro condado territorial instituído a um Conde em Portugal. |

### Casa dos Riba de Vizela(1304-1312)
| Nome                         | Retrato  | Nascimento                                                              | Início Reinado | Fim Reinado | Casamento (s)                                | Morte               | Notas |
| ---------------------------- | -------- | ----------------------------------------------------------------------- | -------------- | ----------- | -------------------------------------------- | ------------------- | --- |
| Martim I Martim Gil de Sousa | Sin foto | 1280, Filho de Martim Gil de Riba de Vizela e Milia Fernandes de Castro | 1304           | 1312        | Violante Sanches de Meneses 12?? Sem Geração | 23 novembro de 1312 | Genro de João Afonso Teles de Meneses, do casamento com a filha Violante Sanches de Meneses. Alferes-mor do Reino no reinado de D. Dinis I de Portugal. Conde de Barcelos por Carta de 15 outubro de 1304. |

### Casa dos Borgonha (1314-1354)
| Nome                             | Retrato | Nascimento                                        | Início Reinado | Fim Reinado | Casamento (s)                                                                                     | Morte      | Notas |
| -------------------------------- | ------- | ------------------------------------------------- | -------------- | ----------- | ------------------------------------------------------------------------------------------------- | ---------- | --- |
| Pedro I Pedro Afonso de Portugal |         | 1287, Filho de Dinis I de Portugal e Grácia Froes | 1314           | 1354        | Branca Pires de Sousa 1300-1307 Maria Ximenes Coronel 1308-1309 Teresa Anes de Toledo Sem Geração | ?? de 1354 | Poeta e trovador como seu pai, teve um papel de relevo na vida política e sobretudo cultural do seu tempo, a ele se ficando a dever uma boa parte dos mais importantes textos da literatura medieval portuguesa. |

1. ↑  Braamcamp Freire, Anselmo (1921). Brasões da Sala de Sintra. Robarts - University of Toronto. [S.l.]: Coimbra : Imprensa da Universidade